# Adventure of a Lifetime
Adventure of a Lifetime è un singolo del gruppo musicale britannico Coldplay, pubblicato il 6 novembre 2015 come primo estratto dal settimo album in studio A Head Full of Dreams.

## Descrizione
Quinta traccia dell'album, Adventure of a Lifetime è un brano pop influenzato dal funk, con un ritornello caratterizzato da un riff di chitarra che presenta similitudini con quelli del chitarrista Nile Rodgers. Nel brano viene inoltre fatto un riferimento al brano Diamonds della cantante barbadiana Rihanna nella frase «we are diamonds taking shape».

## Video musicale
Il video musicale, diretto da Mat Whitecross e realizzato in sei mesi, è stato pubblicato il 27 novembre 2015 attraverso il sito ufficiale del gruppo. Ispirato al film 2001: Odissea nello spazio, il video mostra un gruppo di scimpanzé intenti a eseguire il brano dopo essere entrati in contatto con una cassa audio della Beats by Dr. Dre.

## Tracce
Download digitale – 1ª versione, CD promozionale (Benelux)
1. Adventure of a Lifetime – 4:23

CD promozionale (Francia)
1. Adventure of a Lifetime (Short Edit) – 3:01

CD promozionale (Giappone)
1. Adventure of a Lifetime – 4:26
2. Adventure of a Lifetime (Radio Edit) – 3:43

Download digitale – 2ª versione, CD promozionale (Finlandia)
1. Adventure of a Lifetime (Radio Edit) – 3:43

Download digitale – remix
1. Adventure of a Lifetime (Matoma Remix) – 4:10

## Formazione
Gruppo
- Chris Martin – voce, pianoforte, arrangiamento
- Jonny Buckland – chitarra, arrangiamento
- Guy Berryman – basso, arrangiamento
- Will Champion – batteria, voce, arrangiamento

Altri musicisti
- Rik Simpson – voce e strumentazione aggiuntiva
- Stargate – strumentazione aggiuntiva, arrangiamento
- Nico Berryman, Jonah Buckland, Violet Buckland, Blue Ivy Carter, Ava Champion, Juno Champion, Marianna Champion, Rex Champion, Aubrey Costall, Harvey Costall, Brian Eno, Elise Eriksen, Hege Fossum Eriksen, Selma Eriksen, Jacob Green, Sophia Green, Daniel Grollo, Finn Grollo, Kat Grollo, Mathilda Grollo, Max Harvey, Rafi Harvey, Idil Hermansen, Isak Hermansen, Alison Martin, Apple Martin, Moses Martin – coro
- Merry Clayton – voce

Produzione
- Stargate, Rik Simpson – produzione
- Daniel Green – co-produzione, ingegneria del suono aggiuntiva
- Bill Rahko – ingegneria del suono
- Tom Bailey, Robin Baynton, Jaime Sickora, Aleks Von Korff – ingegneria del suono aggiuntiva
- Laurence Anslow, Fiona Cruickshank, Nicolas Essig, Olga Fitzroy, Jeff Gartenbaum, Christian Green, Pablo Hernandez, Phil Joly, Miguel Lara, Matt McGinn, Chris Owens, Roxy Pope, John Prestage,  Kyle Stevens, Derrick Stockwell, Matt Tuggle, Ryan Walsh, Will Wetzel – assistenza tecnica
- Phil Tan – missaggio
- Emily Lazar – mastering

## Classifiche
| Classifica (2015-25)             | Posizione massima |
| -------------------------------- | ----------------- |
| Australia                        | 14                |
| Austria                          | 14                |
| Belgio (Fiandre)                 | 5                 |
| Belgio (Vallonia)                | 2                 |
| Canada                           | 11                |
| Danimarca                        | 24                |
| Emirati Arabi Uniti              | 17                |
| Finlandia                        | 13                |
| Francia                          | 2                 |
| Germania                         | 5                 |
| Irlanda                          | 8                 |
| Italia                           | 3                 |
| Lussemburgo                      | 2                 |
| Norvegia                         | 26                |
| Nuova Zelanda                    | 12                |
| Paesi Bassi                      | 11                |
| Portogallo                       | 5                 |
| Regno Unito                      | 7                 |
| Repubblica Ceca                  | 24                |
| Singapore                        | 9                 |
| Slovacchia                       | 18                |
| Spagna                           | 2                 |
| Stati Uniti                      | 13                |
| Stati Uniti (adult top 40)       | 7                 |
| Stati Uniti (alternative)        | 1                 |
| Stati Uniti (rock & alternative) | 2                 |
| Svezia                           | 27                |
| Svizzera                         | 3                 |
| Ungheria                         | 6                 |